# Ворончихін Семен Іванович
Семен Іванович Ворончи́хін (20 липня 1902, присілок Малий Ягошур, тепер Удмуртія, Російська Федерація — 8 серпня 1982, місто Іжевськ, тепер Удмуртія, Російська Федерація) — удмуртський державний діяч, хірург, кандидат медичних наук (1939), доктор медичних наук (1945), професор. Заслужений лікар Росії, відмінник охорони здоров'я, заслужений діяч науки Удмуртії. Депутат Верховної ради СРСР 2—4-го скликань.

## Біографія
Народився в присілку Малий Ягошур Глазовського повіту (нині Балезінського району Удмуртії) в селянській родині. У 1916—1920 роках навчався у Глазовській учительській семінарії, після закінчення якої рік працював учителем у школі села Нововолково. 1921 року вступив на медичний факультет Томського державного університету, після закінчення якого 1926 року працював ординатором хірургічного відділення Іжевської міської лікарні.
З 1928 року — ординатор військового шпиталю міста Свердловськ, з 1929 року — ординатор Іжевської міської лікарні. У період 1935—1948 років працював асистентом, доцентом Іжевського державного медичного інституту. Член ВКП(б) з 1941 року.
22 червня 1941 року був призначений головним хірургом евакуаційних шпиталів Народного комітету охорони здоров'я Удмуртської АРСР. З 1944 року — завідувач кафедри оперативної хірургії Іжевського державного медичного інституту.  У період 1948—1952 років був директором Іжевського державного медичного інституту. У 1952—1969 років був завідувачем кафедри факультетської хірургії того ж вузу.
З 1947 по 1954 рік керував Удмуртським республіканським товариством «Знання», був головою товариства хірургів Удмуртії, членом правління товариства хірургів РРФСР та СРСР, членом правління товариства травматологів та ортопедів СРСР, був членом редакційної колегії журналу «Хірургія».
Обіймав посаду голови Верховної ради Удмуртської АРСР (11 березня 1959 — 20 березня 1963).
Розробив метод заміщення кісткової тканини кістковою крихтою з повним відновленням опорної функції кінцівки; спосіб консервації кісток і хрящів у живиці; біологічний метод лікування опіків шляхом нанесення на опікову поверхню крові для утворення фібринової плівки; новий метод операції при випаданні прямої кишки.

## Нагороди
- орден Леніна
- три ордени Трудового Червоного Прапора
- орден «Знак Пошани»
- медалі
- Заслужений лікар РРФСР
- Заслужений лікар Удмуртської АРСР
- Заслужений діяч науки Удмуртської АРСР